# Serguei Lagutin
Serguei Lagutin (rus: Сергей Лагутин) (Fergana, 14 de gener de 1981), és un ciclista uzbek professional des del 2004 i actualment a les files de l'equip Gazprom-RusVelo.
Es va donar a conèixer aconseguint el Campionat del món en ruta sub-23 l'any 2003. Ha guanyat 7 cops el Campionat de l'Uzbekistan en ruta, i 2 cops el de contrarellotge. Lagutin també ha participat diversos cops al Jocs Olímpics en la prova de ruta, aconseguint un cinquè lloc l'any 2012.
L'any 2013, va sorprendre tothom quan va anunciar que s'havia nacionalitzat rus, aprofitant el seu fitxatge per l'equip RusVelo de cara a la següent temporada.

## Palmarès
- 2002
  - Vencedor d'una etapa al Volta a Turíngia
- 2003
  -  Campió del món en ruta sub-23
  - 1r de la París-Roubaix sub-23
  - 1r del Trofeu Matteotti sub-23
  - 1r de la Roue tourangelle
- 2004
  -  Campió de l'Uzbekistan en contrarellotge
- 2005
  -  Campió de l'Uzbekistan en ruta
  -  Campió de l'Uzbekistan en contrarellotge
  - 1r al Campionat de Flandes
- 2006
  -  Campió de l'Uzbekistan en ruta
  - Vencedor d'una etapa al Tour de Beauce
  - 1r al Tour de Toona i vencedor d'una etapa
  - Vencedor d'una etapa al Tour de Utah
- 2007
  - Vencedor d'una etapa a la Volta a Renània-Palatinat
- 2008
  -  Campió de l'Uzbekistan en ruta
  - 1r al Tour de Corea i vencedor d'una etapa
- 2009
  -  Campió de l'Uzbekistan en ruta
- 2010
  -  Campió de l'Uzbekistan en ruta
- 2011
  -  Campió de l'Uzbekistan en ruta
- 2012
  -  Campió de l'Uzbekistan en ruta
  - 1r al Gran Premi del cantó d'Argòvia
- 2014
  - 1r a la Mayor Cup
  - Vencedor d'una etapa al Gran Premi de Sotxi
  - Vencedor d'una etapa als Cinc anells de Moscou
- 2016
  - Vencedor d'una etapa de la Volta a Espanya

### Resultats al Tour de França
- 2013. 83è de la classificació general

### Resultats al Giro d'Itàlia
- 2011. 91è de la classificació general
- 2012. 32è de la classificació general
- 2015. 72è de la classificació general
- 2017. 157è de la classificació general

### Resultats a la Volta a Espanya
- 2009. 104è de la classificació general
- 2011. 15è de la classificació general
- 2012. 46è de la classificació general
- 2016. 71è de la classificació general. Vencedor d'una etapa